# Aquilarhinus palimentus
Aquilarhinus palimentus es la única especie conocida del género extinto Aquilarhinus de dinosaurio ornitópodo hadrosáurido, que vivió a final del período Cretácico, hace aproximadamente 75 millones de años, durante el Campaniense, en lo que es hoy Norteamérica. Fue encontrado en la Formación Aguja de Texas, en el Estados Unidos. Debido a su inusual dentario, se ha inferido que tuvo una morfología de pico similar a una pala, diferente de los picos de otros hadrosaurios. Originalmente fue clasificado como un Kritosaurus sp. antes de ser reclasificado como un nuevo género en 2019. Su nombre significa "hocico de águila", por la morfología inusual del pico.